# Edward Warren Sawyer
Edward Sawyer, né à Chicago en 1876 et mort à Toulon en 1932, est sculpteur et médailleur américain.

## Biographie
Edward Warren Sawyer a essentiellement produit des portraits en médaille de Nord-Amérindiens.
Ses œuvres sont conservées, entre autres, à l'Art Institute of Chicago et à Paris au musée d'Orsay.

## Œuvres
Médaille
- Chief Tja-Yo-Ni, 1904, argent, 6,8 cm.
- Ne-I-So-Meh. Yuma, 1904, argent, 7,1 cm[2].
- Chief-Tja-Yo-Ni. Navajo. Ganado. Arizona, 1904, bronze, 6,5 cm[3].
- Apache Agua Caliente, 1908, cuivre argenté, 7,1 cm[4].
- Curley-Custer Scout-Crow. Crow Agency. Montana, 1912, bronze, 7 cm[5].
- Naiche Apache. Fort Sill. Oklahoma, 1912, bronze, 6,9 cm[6].
- Ho-Tua-Hwo-Ko-Mas. Cheyenne. Lame Deer. Montana, 1912, bronze, 7 cm[7].
- On-Ah-Shin-Nin-Nah. Kickapoo. McLoud. Oklahoma, 1912, bronze, 7 cm.
- Sah-Cooh-Ru-Tu-Ree-Hoo. Pawnee. Pawnee. Oklahoma, 1912, bronze, 7 cm.
- Kah-Wah-Se. Osage. Pawhuska. Oklahoma, 1912, bronze, 7 cm.
- Kickapod-Be-Me-Tha, 1912, bronze, 7 cm.
- Chief To-Wak-Oni-Jim. Wichita, 1912, bronze, 7 cm.
- Be-Sha-E-Shi-E-Di-Esha. Crow, 1912, bronze, 7 cm.